# ВВС (футбольный клуб)
ВВС (Военно-воздушные силы, Москва) — советский футбольный клуб.
Создана в 1941 на базе московского авиатехнического училища — находясь в эвакуации в городе Сызрань и носила название «Авиаучилище». С 1944 года команда ВВС участвовала в чемпионате Москвы среди мастеров, под патронажем Василия Сталина.
Представляла ВВС МВО. Цвета жёлто-голубые. Играла на стадионах «Динамо» и «Сталинец».
В мае 1953 года команда была расформирована в связи с сокращением Вооружённых сил.

## Чемпионат СССР
В чемпионатах СССР — во 2-й группе (1945—46) и в высшей лиге (1947—52). Высшее достижение — 4-е место (1950).
В высшей лиге 161 (из них — 1 техническое поражение) матч: +58=32-71 (1), мячи 235—270.
Наибольшее количество матчей в высшей лиге: В. Метельский — 150, В. Фёдоров — 115, К. Крыжевский — 113, С. Коршунов — 94, А. Анисимов — 91, А. Прохоров — 80, А. Архипов — 79, Н. Овчинников — 77, В. Шувалов — 75, А. Стриганов — 71.
Лучшие бомбардиры: С. Коршунов − 43, В. Шувалов — 25, А. Анисимов — 24, В. Фёдоров — 17, В. Бобров — 14, Вик. Пономарёв — 14.

## Кубок СССР
В Кубке СССР 20 матчей: +10=1-9, мячи 35-30. Высшее достижение — 1/2 финала (1951).

## Достижения
Первая лига СССР
- Чемпион (1): 1946
- Серебряный призёр (1): 1945

Приз Всесоюзного комитета
- Серебряный призёр (1): 1952

Первенство дублёров СССР
- Серебряный призёр (1): 1950
- Бронзовый призёр (2): 1948, 1951[2]

## Тренеры
- В. И. Горохов (1944)
- П. М. Коротков (1945)
- А. В. Тарасов (1946—1947)
- С. М. Капелькин (1947, июль 1948 — май 1949)
- М. И. Гольдин (июнь 1948 — июль 1948, июнь 1949—1950)
- Г. И. Джеджелава (1950—1951)
- В. М. Бобров (1952)

## Известные игроки
| - Исай Абрамашвили - Анатолий Акимов - Николай Алексеев - Алексей Анисимов - Артём Вартазаров - Всеволод Бобров - Валентин Бубукин - Александр Виноградов - Анатолий Исаев - Сергей Коршунов - Константин Крыжевский | - Харий Меллупс - Виктор Метельский - Николай Морозов - Алексей Парамонов - Анатолий Порхунов - Александр Прохоров - Евгений Рогов - Виктор Фёдоров - Виктор Шувалов |

## ВВС-2
Команда ВВС-2 в 1949 году приняла участие во второй группе первенства СССР и розыгрыше Кубка СССР.